# Ottfried Boussonville
Ottfried Boussonville (* 4. Dezember 1927; † 30. August 2009 in Furpach) war ein deutscher Fußballspieler.

## Karriere

### Vereine
Boussonville spielte von 1951 bis 1958 ausschließlich für Borussia Neunkirchen und durchgängig in der Oberliga Südwest, eine von seinerzeit fünf Staffeln der im Jahr 1945 gegründeten Oberliga als höchste Spielklasse im westdeutschen Fußball. Mit dem dritten Platz am Ende seiner letzten Saison erreichte er mit der Mannschaft das beste Ergebnis in dieser Spielklasse; seine Mannschaft verpasste Platz 2 hinter dem punktgleichen 1. FC Kaiserslautern und damit die Teilnahme an der Endrunde um die Deutsche Meisterschaft aufgrund des geringfügig schlechteren und bis 1968/69 angewandten Torquotienten. Außer seinen 154 Punktspielen und 24 Toren kam er auch in zwei Spielen um den DFB-Pokal zum Einsatz. Sein Debüt gab er am 17. August 1952 beim 2:1-Vorrundensieg über den FC Schalke 04, bevor er am 19. November 1952 im Volksparkstadion dem Hamburger SV im Achtelfinale mit 0:2 unterlegen war.

### Nationalmannschaft
Boussonville kam im einzigen Länderspiel der B-Nationalmannschaft des Saarlandes am 1. Mai 1955 im Neunkirchener Ellenfeldstadion beim 4:2-Sieg über die B-Nationalmannschaft der Niederlande vor 4500 Zuschauern zum Einsatz. Er ist gemeinsam mit Robert Zache der einzige von elf Akteuren, die für die B-Nationalmannschaft, nicht aber auch für die A-Nationalmannschaft spielte.